# IC 647
IC 647 ist eine elliptische Zwerggalaxie vom Hubble-Typ E-S0 im Sternbild Hydra südlich der Ekliptik. Sie ist schätzungsweise 191 Millionen Lichtjahre von der Milchstraße entfernt und hat einen Durchmesser von etwa 30.000 Lichtjahren.

Im selben Himmelsareal befinden sich u. a. die Galaxien NGC 3402, NGC 3404, NGC 3421, NGC 3422.
Das Objekt wurde am 21. April 1892 vom französischen Astronomen Stéphane Javelle entdeckt.